# Coupe du monde d'escrime
La Coupe du monde d'escrime s'est déroulée pour la première fois en 1972. Cette compétition regroupe un certain nombre d’épreuves réparties tout au long de l’année et se déroulant dans différents pays et à partir des résultats desquelles est organisé un classement général.
La première année la Coupe du monde concernait seulement quatre armes : fleuret masculin et féminin, épée masculine et sabre masculin. L’épée féminine a eu sa première coupe du monde en 1989 et le sabre féminin en 1999.

## Organisation
La Coupe du monde est organisée par la Fédération internationale d'escrime (FIE). Cette épreuve rassemble une série d’épreuves internationales.
Depuis sa création, et de par la répartition géographique de la pratique de l'escrime, la Coupe du monde est essentiellement composée d'épreuves européennes. Depuis le début du XXIe siècle, les épreuves hors d'Europe se multiplient. Des épreuves de coupe du monde se déroulent aujourd'hui en Tunisie, en Corée du Sud, au Japon, en Iran, en Australie ou encore au Venezuela.
À chaque compétition, les 64 premiers remportent des points comptant pour le classement général de la Coupe du monde. Les cinq meilleurs résultats de la saison ainsi que le championnat de zone et les championnats du monde ou les Jeux olympiques sont pris en compte pour le classement de chaque escrimeur.
| Type de compétition                                 | Or | Argent | Bronze | 4e place | 5e à 8e place | 9e à 16e place | 17e à 32e place | 33e à 64e place |
| --------------------------------------------------- | -- | ------ | ------ | -------- | ------------- | -------------- | --------------- | --------------- |
| Jeux olympiques                                     | 96 | 78     | 60     | 54       | 42            | 24             | 12              | 6               |
| Championnats du monde                               | 80 | 65     | 50     | _        | 35            | 20             | 10              | 5               |
| Grand Prix                                          | 48 | 39     | 30     | _        | 21            | 12             | 6               | 3               |
| Championnats de zone / Coupe du monde (catégorie A) | 32 | 26     | 20     | _        | 14            | 8              | 4               | 2               |

## Palmarès

### Coupe du monde individuelle
| Année   | Fleuret masculin    | Fleuret féminin      | Épée masculine           | Épée féminine             | Sabre masculin        | Sabre féminin                   |
| ------- | ------------------- | -------------------- | ------------------------ | ------------------------- | --------------------- | ------------------------------- |
| 1968    |                     |                      | Roland Losert            |                           |                       |                                 |
| 1969    | Aleksey Nikanchikov |                      |                          |                           |                       |                                 |
| 1970    | Pál Schmitt         |                      |                          |                           |                       |                                 |
| 1971    | Nicola Granieri     |                      |                          |                           |                       |                                 |
| 1972    | Witold Woyda        | Antonella Ragno      | Csaba Fenyvesi           | Viktor Sidjak             |                       |                                 |
| 1973    | Jenö Kamuti         | Valentina Nikonova   | Rolf Edling              | Viktor Sidjak             |                       |                                 |
| 1974    | Alexandre Romankov  | Ildiko Bobis         | Rolf Edling              | Mario Aldo Montano        |                       |                                 |
| 1975    | Christian Noël      | Olga Kniazeva        | Boris Loukomski          | Vladimir Naslymov         |                       |                                 |
| 1976    | Alexandre Romankov  | Elena Belova         | Alexander Pusch          | Viktor Krovopouskov       |                       |                                 |
| 1977    | Carlo Montano       | Valentina Sidorova   | Johan Harmenberg         | Vladimir Naslymov         |                       |                                 |
| 1978    | Matthias Behr       | Elena Belova         | Aleksandr Abushakhmetov  | Imre Gedővári             |                       |                                 |
| 1979    | Vladimir Smirnov    | Valentina Sidorova   | Stefano Bellone          | Viktor Krovopouskov       |                       |                                 |
| 1980    | Vladimir Smirnov    | Valentina Sidorova   | Alexander Pusch          | Imre Gedővári             |                       |                                 |
| 1981    | Andrea Borella      | Dorina Vaccaroni     | Alexander Pusch          | Gianfranco Dalla Barba    |                       |                                 |
| 1982    | Mauro Numa          | Cornelia Hanisch     | Angelo Mazzoni           | Imre Gedővári             |                       |                                 |
| 1983    | Mauro Numa          | Dorina Vaccaroni     | Elmar Borrmann           | Vasil Etropolski          |                       |                                 |
| 1984    | Andrea Borella      | Dorina Vaccaroni     | Olivier Lenglet          | Imre Gedővári             |                       |                                 |
| 1985    | Mauro Numa          | Laurence Modaine     | Robert Felisiak          | Vasil Etropolski          |                       |                                 |
| 1986    | Federico Cervi      | Christiane Weber     | Alexander Pusch          | Vasil Etropolski          |                       |                                 |
| 1987    | Andrea Borella      | Zsuzsanna Jánosi     | Arnd Schmitt             | Janusz Olech              |                       |                                 |
| 1988    | Stefano Cerioni     | Zsuzsanna Jánosi     | Sandro Cuomo             | Imre Bujdosó              |                       |                                 |
| 1989    | Andrea Borella      | Zita Funkenhauser    | Éric Srecki              | Eva-Maria Itner           | Vilmoș Szabo          |                                 |
| 1990    | Dmitriy Shevchenko  | Anja Fichtel         | Olivier Lenglet          | Elisa Uga                 | Grigori Kirienko      |                                 |
| 1991    | Thorsten Weidner    | Giovanna Trillini    | Arnd Schmitt             | Mariann Horváth           | Péter Abay            |                                 |
| 1992    | Serhiy Holubytskyy  | Margherita Zalaffi   | Éric Srecki              | Mariann Horváth           | Vilmoș Szabo          |                                 |
| 1993    | Serhiy Holubytskyy  | Diana Bianchedi      | Angelo Mazzoni           | Elisabeth Knechtl         | Marco Marin           |                                 |
| 1994    | Serhiy Holubytskyy  | Giovanna Trillini    | Angelo Mazzoni           | Katja Nass                | Stanislav Pozdniakov  |                                 |
| 1995    | Serhiy Holubytskyy  | Giovanna Trillini    | Éric Srecki              | Taymi Chappé              | Stanislav Pozdniakov  |                                 |
| 1996    | Rolando Tucker      | Valentina Vezzali    | Jean-François Di Martino | Timea Nagy                | Stanislav Pozdniakov  |                                 |
| 1997    | Wolfgang Wienand    | Valentina Vezzali    | Éric Srecki              | Valérie Barlois           | Damien Touya          |                                 |
| 1998    | Elvis Gregory       | Giovanna Trillini    | Sandro Cuomo             | Claudia Bokel             | Luigi Tarantino       |                                 |
| 1999    | Serhiy Holubytskyy  | Valentina Vezzali    | Pavel Kolobkov           | Ildikó Mincza-Nébald      | Stanislav Pozdniakov  | Elena Jemayeva[réf. souhaitée]  |
| 2000    | Ralf Bissdorf       | Valentina Vezzali    | Arnd Schmitt             | Ildikó Mincza-Nébald      | Stanislav Pozdniakov  | Anne-Lise Touya[réf. souhaitée] |
| 2001    | Ralf Bissdorf       | Valentina Vezzali    | Jörg Fiedler             | Imke Duplitzer            | Mihai Covaliu         | Anne-Lise Touya[réf. souhaitée] |
| 2002    | Ralf Bissdorf       | Valentina Vezzali    | Christoph Marik          | Laura Flessel             | Stanislav Pozdniakov  | Elena Jemayeva[réf. souhaitée]  |
| 2003    | Andre Wessels       | Valentina Vezzali    | Christoph Marik          | Laura Flessel             | Domonkos Ferjancsik   | Sada Jacobson                   |
| 2004    | Salvatore Sanzo     | Valentina Vezzali    | Alfredo Rota             | Laura Flessel             | Vladimir Lukashenko   | Sada Jacobson                   |
| 2005    | Erwan Le Péchoux    | Margherita Granbassi | Stefano Carozzo          | Imke Duplitzer            | Alexey Yakimenko      | Anne-Lise Touya                 |
| 2006    | Andrea Cassarà      | Sylwia Gruchała      | Gábor Boczkó             | Sherraine Mackay          | Zsolt Nemcsik         | Mariel Zagunis                  |
| 2007    | Andrea Baldini      | Valentina Vezzali    | Érik Boisse              | Li Na                     | Aleksey Yakimenko     | Tan Xue                         |
| 2008    | Andrea Cassarà      | Valentina Vezzali    | Matteo Tagliariol        | Ana Maria Brânză          | Luigi Tarantino       | Rebecca Ward                    |
| 2009    | Andrea Baldini      | Arianna Errigo       | Gauthier Grumier         | Ana Maria Brânză          | Nicolas Limbach       | Mariel Zagunis                  |
| 2010    | Lei Sheng           | Valentina Vezzali    | Gauthier Grumier         | Emese Szász               | Nicolas Limbach       | Mariel Zagunis                  |
| 2011    | Andrea Cassarà      | Elisa Di Francisca   | Paolo Pizzo              | Sun Yujie                 | Alexey Yakimenko      | Mariel Zagunis                  |
| 2012    | Andrea Cassarà      | Arianna Errigo       | Nikolai Novosjolov       | Sun Yujie                 | Nicolas Limbach       | Mariel Zagunis                  |
| 2013    | Andrea Cassarà      | Arianna Errigo       | Rubén Limardo            | Ana Maria Brânză          | Veniamin Reshetnikov  | Olha Kharlan                    |
| 2014    | Ma Jianfei          | Arianna Errigo       | Ulrich Robeiri           | Emese Szász               | Gu Bon-gil            | Olha Kharlan                    |
| 2015    | Race Imboden        | Elisa Di Francisca   | Gauthier Grumier         | Rossella Fiamingo         | Gu Bon-gil            | Sofia Velikaïa                  |
| 2016    | Alexander Massialas | Arianna Errigo       | Gauthier Grumier         | Emese Szász               | Kim Jung-hwan         | Sofia Velikaïa                  |
| 2017    | Alexander Massialas | Inna Deriglazova     | Yannick Borel            | Violetta Kolobova         | Gu Bon-gil            | Anna Márton                     |
| 2018    | Alessio Foconi      | Inna Deriglazova     | Yannick Borel            | Mara Navarria             | Eli Dershwitz         | Olha Kharlan                    |
| 2019    | Alessio Foconi      | Inna Deriglazova     | Kazuyasu Minobe          | Vivian Kong               | Oh Sang-uk            | Olha Kharlan                    |
| 2020-21 | Alessio Foconi      | Inna Deriglazova     | Sergey Bida              | Ana Maria Popescu         | Oh Sang-uk            | Olha Kharlan                    |
| 2022    | Tommaso Marini      | Lee Kiefer           | Romain Cannone           | Choi In-jeong             | Áron Szilágyi         | Anna Bashta                     |
| 2023    | Alexander Massialas | Lee Kiefer           | Davide Di Veroli         | Marie-Florence Candassamy | Sandro Bazadze        | Sara Balzer                     |
| 2024    | Cheung Ka Long      | Lee Kiefer           | Kōki Kanō                | Vivian Kong               | Oh Sang-uk            | Sara Balzer                     |
| 2025    | Choi Chun Yin       | Lee Kiefer           | Gergely Siklósi          | Song Se-ra                | Jean-Philippe Patrice | Misaki Emura                    |

### Coupe du monde par équipes
| Année   | Fleuret masculin | Fleuret féminin | Épée masculine | Épée féminine | Sabre masculin | Sabre féminin |
| ------- | ---------------- | --------------- | -------------- | ------------- | -------------- | ------------- |
| 2000    | Cuba             | Allemagne       | Italie         | Hongrie       | Hongrie        | France        |
| 2001    |                  |                 |                |               |                |               |
| 2002    | Allemagne        | Roumanie        | Autriche       | Allemagne     | Hongrie        | Roumanie      |
| 2003    | Italie           | Italie          | France         | France        | Russie         | États-Unis    |
| 2004    | Allemagne        | Pologne         | France         | France        | France         | Roumanie      |
| 2005    | France           | Russie          | France         | Russie        | Italie         | Russie        |
| 2006    | France           | Russie          | France         | France        | France         | Russie        |
| 2007    | Allemagne        | Russie          | France         | France        | Hongrie        | France        |
| 2008    | Italie           | Russie          | France         | Chine         | France         | États-Unis    |
| 2009    | Italie           | Italie          | Hongrie        | Italie        | Italie         | Ukraine       |
| 2010    | Italie           | Italie          | Hongrie        | Pologne       | Italie         | Russie        |
| 2011    | Italie           | Italie          | France         | Roumanie      | Russie         | Russie        |
| 2012    | Italie           | Italie          | États-Unis     | Russie        | Russie         | Russie        |
| 2013    | États-Unis       | Italie          | Hongrie        | Chine         | Russie         | Ukraine       |
| 2014    | France           | Italie          | France         | Russie        | Russie         | États-Unis    |
| 2015    | Russie           | Russie          | France         | Chine         | Italie         | Russie        |
| 2016    | États-Unis       | Russie          | France         | Roumanie      | Russie         | Russie        |
| 2017    | France           | Italie          | France         | Chine         | Corée du Sud   | Italie        |
| 2018    | États-Unis       | Italie          | Corée du Sud   | États-Unis    | Corée du Sud   | France        |
| 2019    | États-Unis       | Russie          | Russie         | Russie        | Corée du Sud   | France        |
| 2020-21 | États-Unis       | Russie          | France         | Chine         | Corée du Sud   | Russie        |
| 2022    | Italie           | Italie          | France         | Corée du Sud  | Corée du Sud   | France        |
| 2023    | Japon            | Italie          | France         | Corée du Sud  | Corée du Sud   | France        |
| 2024    | Italie           | Italie          | Japon          | Italie        | Corée du Sud   | France        |
| 2025    | Italie           | Italie          | Japon          | Italie        | Hongrie        | France        |

### Escrimeurs les plus titrés

#### Épée
| Rang | Nom              | Titres |
| ---- | ---------------- | ------ |
| 1    | Alexander Pusch  | 4      |
| 1    | Éric Srecki      | 4      |
| 1    | Gauthier Grumier | 4      |
| 4    | Angelo Mazzoni   | 3      |
| 4    | Arnd Schmitt     | 3      |

| Rang | Nom                  | Titres |
| ---- | -------------------- | ------ |
| 1    | Ana Maria Popescu    | 4      |
| 2    | Laura Flessel        | 3      |
| 2    | Emese Szász          | 3      |
| 4    | Imke Duplitzer       | 2      |
| 4    | Mariann Horváth      | 2      |
| 4    | Ildikó Mincza-Nébald | 2      |
| 4    | Sun Yujie            | 2      |

#### Fleuret
| Rang | Nom                | Titres |
| ---- | ------------------ | ------ |
| 1    | Andrea Cassarà     | 5      |
| 1    | Serhiy Holubytskyy | 5      |
| 3    | Andrea Borella     | 4      |
| 4    | Ralf Bissdorf      | 3      |
| 4    | Alessio Foconi     | 3      |
| 4    | Mauro Numa         | 3      |

| Rang | Nom                | Titres |
| ---- | ------------------ | ------ |
| 1    | Valentina Vezzali  | 11     |
| 2    | Arianna Errigo     | 5      |
| 3    | Inna Deriglazova   | 4      |
| 3    | Giovanna Trillini  | 4      |
| 5    | Valentina Sidorova | 3      |
| 5    | Dorina Vaccaroni   | 3      |

#### Sabre
| Rang | Nom                  | Titres |
| ---- | -------------------- | ------ |
| 1    | Stanislav Pozdniakov | 6      |
| 2    | Imre Gedővári        | 4      |
| 3    | Vasil Etropolski     | 3      |
| 3    | Nicolas Limbach      | 3      |
| 3    | Aleksey Yakimenko    | 3      |
| 3    | Gu Bon-gil           | 3      |

| Rang | Nom             | Titres |
| ---- | --------------- | ------ |
| 1    | Olha Kharlan    | 5      |
| 1    | Mariel Zagunis  | 5      |
| 3    | Sada Jacobson   | 3      |
| 4    | Elena Jemayeva  | 2      |
| 4    | Anne-Lise Touya | 2      |
| 4    | Sofia Velikaïa  | 2      |